# Nikon FM2

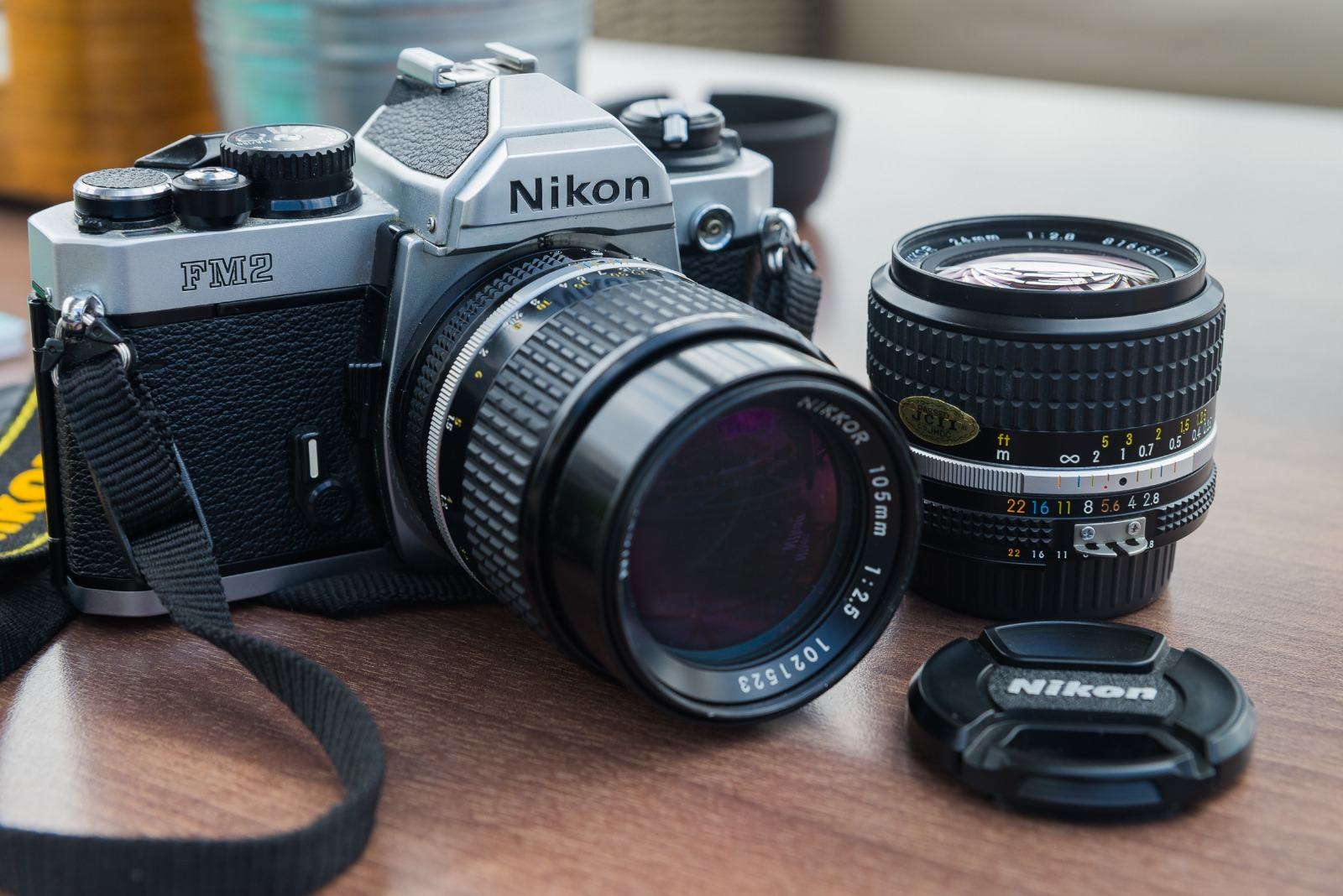
Cámara Nikon FM2.

La Nikon FM2 es una cámara reflex de 35mm (fotograma de 24x36mm) con obturador de plano focal mecánico, fabricada por Nikon Corporation entre 1982 y 2001. La pila alimenta únicamente el fotómetro incorporado. Sin pila el obturador y el avance de película funcionan al 100 %. Admite objetivos Nikon con montura F que cumplan las especificaciones Ai o superior: Ai, Ais, Ai-P, y los de enfoque automático dotados de anillo de diafragmas (AF, AF-D, pero no los AF-G); es compatible con diversos accesorios como los motores de avance MD-11 y MD-12, y varios tipos de pantallas de enfoque. Fue sustituida en el 2001 por la Nikon FM3A.

## Características[2]
- La medición del fotómetro es del tipo ponderada al centro, con una relación de 60% (centro) 40% (resto del visor).
- Las velocidades van desde 1/4000 hasta 1 sg. +B. El rango de sensibilidad va de 12 ISO a 6400 ISO.
- El obturador metálico plano focal era de titanio en los primeros modelos, estaba testado para una duración de 100 000 disparos. Su diseño de recorrido vertical le permitió llegar a la velocidad 4000 (1/4000s) de forma mecánica, siendo la primera cámara réflex comercial de 35mm en alcanzar esta marca. El flash sincroniza a 1/200s en la primera versión, y 1/250s en la versión "n", introducida en 1984. En 1989 Nikon sustituyó el obturador de titanio por uno de aluminio.  Son fácilmente diferenciables. El de titanio tiene una textura de panal de abeja, y el de aluminio es liso.
- Tiene palanca de previsualización de profundidad de campo, y bloqueo del avance para exposición múltiple.
- La información en pantalla es muy simple: Velocidad a la izquierda, diafragma en la parte superior e indicaciones de fotómetro mediante led + - y O en la derecha, con una precisión de medio paso de diafragma.
- Asimismo en el ocular tiene un led de indicación de flash cargado.
- El peso del cuerpo es de 540g.